# Centropogon hirtus
Centropogon hirtus är en klockväxtart som först beskrevs av George Don jr, och fick sitt nu gällande namn av Karel Presl. Centropogon hirtus ingår i släktet Centropogon och familjen klockväxter. Inga underarter finns listade i Catalogue of Life.